# 田中秀幸
田中秀幸（日语：／ Tanaka Hideyuki，1950年11月12日—），日本資深男性配音員、演員、旁白。出身於東京都大田區。身高172cm。B型血。

## 簡介
以前所屬有劇團青年座、西鄉Enterprise、江崎Production（今Mausu Promotion），現在是青二Production所屬。桐朋學園藝術短期大學演劇系畢業。

### 來歷
5歲的時候參加廣播劇主角徵選獲得入選，並在小學這6年期間參加收錄。後來，田中將演員作為第一目標，所以高中畢業之後，他在短期大學學專攻演劇科系4年。
1974年，劇團青年座所屬時期，田中以電視動畫《科學小飛俠》為海姆拉獻聲，從此成為他在配音界的出道作。翌年1975年電視動畫《大飯桶》第一次配音主演，從此廣泛活躍於動畫、旁白、海外電影&影集等領域。
2016年5月29日起，任命新潟縣燕市PR大使〈第5任〉，燕市是妻子的家鄉，因此他在任命之前經常拜訪此地。
次年2017年8月26日，以大使身分前往神宮球場擔任横浜DeNA比賽的開球嘉賓。
2019年8月25日，增岡弘辭去《海螺小姐》要角河豚田鱒男的配音工作，由田中繼承。

### 特色
田中進入配音業界以來，大多為成熟穩重男子獻聲，另一方面也聲演過搞笑滑稽、冷靜而透徹的反派角色和老人、人類以外的神類等角色。並在聲演角色的同時兼任旁白，因此在為人熟悉的代表配音作品中，有動畫《大飯桶》主角山田太郎〈大飯桶〉、《金肉人》的泰利人、《灌籃高手》的木暮公延（兼任旁白）、《ONE PIECE》的唐吉訶德·多佛朗明哥、《名偵探柯南》主角工藤新一的爸爸〈工藤優作〉、《聖鬥士星矢》的獅子座艾歐利亞（兼任旁白）、《足球小將翼 (昭和版)》的羅伯特·本鄉、《城市獵人》的槙村秀幸、《庫洛魔法使》系列主角木之本櫻的爸爸〈木之本藤隆〉、《長腿叔叔》的賈維斯·班德爾頓、《鄰家女孩》的柏葉教練、《勇者鬥惡龍 達伊的大冒險》的阿班·德·吉尤阿爾3世（兼任旁白）及《境界觸發者》的雷普利卡（兼任旁白）；遊戲《潛龍諜影》系列主角赫爾·埃默里奇、《異域傳說》系列的卯月仁及《交響曲傳奇》的尤格拉西爾等。此外，從1980年代到1990年代，田中與同行神谷明、堀秀行共三人是參加集英社《週刊少年Jump》、小學館《週刊少年Sunday》漫畫改編動畫作品的常客。
田中除了擔任動畫節目的旁白之外，也有在TBS電視台播出的《國王的早午餐》等多齣情報綜藝節目的旁白。
除了日本動畫和遊戲之外，曾為皮爾斯·布洛斯南主演動作片〈詹姆士·龐德〉系列，及麥可·賓恩、凱文·史貝西主演電影進行日語配音。
從已經死去鈴木誠一、鹽澤兼人、小林修、仲村秀生、纳谷六朗等人繼承了一些角色。

### 人物
父親是火災保險公司職員，從小在父親的管教之下沒讀過幼稚園。日本放送正在進行兒童電台連續劇的演員之際，他在兒童劇團當了半專業的兒童演員之後，從400位非專業演員中獲得入選。一方面田中本身從小話不是很多，因此在接受採訪和進行質問時頂多回答「是」或「嗯」。但他本人說自己是在當演員的過程中被改變的。
田中個人喜歡的角色是比主角更內向、弱小又纖細的類型，只要要跟田中談到「自己演起來不容易嗎」的話時，他說自己相當投入的是擔任麥可·賓恩的日語配音。
動畫、電影日語配音、節目旁白解說工作對田中來說不一樣的是，只會說話但沒有行動當然就沒有結果，但是話說出口了卻有付諸去行動必然就會實現。並說這是對任何事物只能實際去感受之後才能得到的。關於田中擔任解說或進行電影日語配音時，他則說自己並不是刻意要改變自己，而是自己在過程之中慢慢的有了一大改變。還有讓自己的演技更豐富，他說自己總是小心翼翼地去嘗試挑戰。
田中說在擔任皮爾斯·布洛斯南的日語配音時，必須要配出跟他帥氣男人形象一樣的聲音。雖然凱文·史貝西本身是田中自己最喜歡的演員，但身為配音員幫不同類型的演員進行日語配音時，必需要有面對這位演員要用什麼樣的聲音進行配音的要求。與前面提到的電影演員相比，田中說幫麥可·賓恩進行配音時，是位不需要發聲、讓自己自然而然就能投入配音的演員。但是把電影日語配音的演技，帶到需要用到大嗓門的動畫作品如《ONE PIECE》的唐吉訶德·多佛朗明哥這種極度反派的話，才是自己最不拿手的。

## 演出
粗體字表示主要角色。

### 電視動畫
1974年
- 科學小飛俠（海姆拉）

1976年
- 大飯桶（日语：ドカベン）（山田太郎〈大飯桶〉（日语：山田太郎 (ドカベン)）[14]）

1978年
- 咪咪流浪記
- 未來少年柯南（[15]、羊飼、傳令）
- 若草的夏洛特（日语：若草のシャルロット）（帕金斯）

1979年
- 圓桌騎士物語 燃燒吧亞瑟（圭[16]、小隊長）
- 機動戰士鋼彈（伍迪・馬爾頓）
- 小熊的故事（日语：こぐまのミーシャ）（小子）
- 魯邦三世 (TV第2系列)（日语：ルパン三世 (TV第2シリーズ)）（克勞德王子）

1980年
- 宇宙戰艦大和號III（土門龍介[17]）
- 科學小飛俠F（艾倫）
- 加油元氣（日语：がんばれ元気）（岡村秀一）
- 銀河鐵道999（ヤク、男孩）
- 天才小釣手（健一）
- 原子小金剛 (1980年版)（月男）
- 傳說巨神伊甸王（喬丹·貝斯）
- 尼爾斯的不可思議之旅（貢納）
- 魔法少女拉拉貝爾（椿幹夫）
- 海中雪傳說（日语：マリンスノーの伝説）（澤爾納）

1981年
- 福星小子 (1981年版)（卡卡西的三四郎）
- 荒野的呼喚 怒吼吧巴克（日语：荒野の呼び声 吠えろバック）（弗朗索瓦）
- 戰國魔神豪將軍（奇里·蓋格雷[18]）
- 虎面人二世（才賀記者）
- 你好！珊蒂貝爾（日语：ハロー!サンディベル）
- 我們是漫畫家 常盤莊物語（日语：ぼくらマンガ家 トキワ荘物語）（藤本弘〈藤子·F·不二雄〉）
- 新·根性青蛙（南義雄）
- 怪博士與機器娃娃 (1981年版)（鳥山〈人間〉、史考普、怪獸博士、帕爾、經理）

1982年
- 大口妹（日语：あさりちゃん）（店主、澤田老師）
- 魔境傳說阿克洛班奇（蘭堂亮）
- 阿波羅之女（喀戎）
- 機甲艦隊Dairugger XV（伊勢真嗣、下集預告旁白）
- 猿飛小忍者（日语：さすがの猿飛）（小太郎）
- The♥南瓜酒（前村·鶴井）
- 怪博士與機器娃娃 企鵝村英雄傳說（日语：Dr.スランプアラレちゃん ペンギン村英雄伝説）（旁白）
- 我是貓（青年）

1983年
- 騎士愛我（日语：愛してナイト）（塞拉）
- 伊賀野河馬丸（霧野疾風）
- 足球小將翼 (昭和版)（羅伯特·本鄉）
- 銀河疾風流離我（セットウィング）
- 金肉人（泰利人（日语：テリーマン）／超級金肉人（日语：キン肉マングレート）、製片人、人志、鷹人（日语：ペンタゴン (キン肉マン)）[注 1]、彈簧人（日语：7人の悪魔超人#スプリングマン）、星球人（日语：悪魔六騎士#プラネットマン）、 等）
- 光速電神阿爾貝加斯（セネン）
- 停止!! 雲雀（天地老師）
- 心跳今夜（導師、桑德、職員）
- 無敵三四郎（老虎）
- 真知子老師（湯姆、永野健）
- 漫畫日本史（日语：まんが日本史 (日本テレビ)）（聖德太子、大海人皇子、平重盛、源實朝、北條時宗、足利義詮、大鹽平八郎）

1984年
- 星槍士俾斯麥（康拉德）
- 宗谷物語（日语：宗谷物語）（香月、高橋、武彥）
- 電腦戰士雷薩里昂（佩雷斯）
- 魔法小天使（赤木老師）
- 魔法妖精貝露莎（赤沼老師）
- 請多指教跑車郎中（日语：よろしくメカドック）（東條誠）
- 夢戰士WING-MAN（日语：ウイングマン）（北村老師、謎之戰士）
- 藍寶（日语：らんぽう）（角丸老師）

1985年
- 鬼太郎 (第3作)（新一的爸爸）
- 莎拉公主（拉姆達斯）
- 昭和笨蛋小說搞笑第1名！（日语：昭和アホ草紙あかぬけ一番!）（石打響）
- 哆啦A夢 (大山羨代版)（男性）
- 超獸機神斷空我（艾倫·伊戈爾）
- 高爾夫頑童猿丸（ドラゴン打ちの竜）

1986年
- 愛少女波麗安娜物語（湯瑪斯·齊爾頓、約翰·惠提爾）
- 銀牙 -流星 銀-（班[19]）
- 青春動畫全集（日语：青春アニメ全集）
  - 「野菊之墓（日语：野菊の墓）」（政夫）
  - 「高野聖」（僧）
- 聖鬥士星矢（獅子座艾歐利亞、教皇、狼那智〈初期〉、幽靈聖鬥士海豚、旁白）
- 鄰家女孩（柏葉教練〈柏葉英二郎〉）
- 高校！奇面組（日语：ハイスクール!奇面組）（事代作吾、大河怒裸馬）
- 楓葉鎮物語（馬塞爾·霍普拉畢特〈帕蒂的父親〉）
- 相聚一刻（音無惣一郎）

1987年
- 動畫三槍手（日语：アニメ三銃士）（路易13世）
- 奇天烈大百科（木手英太郎）
- 城市獵人（槙村秀幸）
- 新楓葉鎮物語 棕櫚鎮篇（馬塞爾·霍普拉畢特〈帕蒂的父親〉）
- 北斗神拳2（法爾康（日语：ファルコ (北斗の拳)））
- 陽光普照（日语：陽あたり良好!）（坂本）
- 淑女小琳!!（日语：レディ!!#レディレディ!!）（喬治·拉塞爾[20]）

1988年
- 魁!! 男塾（大豪院邪鬼[21]）
- 城市獵人2（槙村秀幸）
- 名門！第三野球部（日语：名門!第三野球部）（鬼頭教練）
- 燃燒吧！哥哥（旁白、吉宗）

1989年
- 美味大挑戰（栃川北男、青澤悟、山脇勉、片森）
- 奇天烈大百科（格里菲斯教練、披薩）
- 新仙魔大戰（阿什拉王）
- 變形金剛V（總指揮官史達／究極總司令官勝利戰神（日语：スターセイバー (トランスフォーマー)）／下集預告旁白）
- 亂馬½ 熱鬥篇（樋熊虎次郎）

1990年
- 至尊勇者（白都城堡〈初代〉）
- 長腿叔叔（賈維斯·班德爾頓）

1991年
- 勇者鬥惡龍 達伊的大冒險 (1991年版)（阿班·德·吉尤阿爾3世（日语：アバン＝デ＝ジニュアール3世）、基爾邦（日语：キルバーン (ダイの大冒険)）、旁白[22]）
- 城市獵人'91（槙村秀幸）
- 21衛門（吉羅·米其林）
- 校園七大不可思議神秘事件（日语：ハイスクールミステリー学園七不思議）（一條水樹的父親）
- 黑色推銷員（目茂麻太郎）

1992年
- 踢向明天（日语：あしたへフリーキック）（信天翁）
- 超電動機器人 鐵人28號FX（金田正太郎、前半的開幕旁白）
- 超級麻雀（日语：スーパーヅガン）（櫻田門外）
- 夢幻冒險 長靴貓的冒險（威廉泰爾）

1993年
- 足球風雲（平松修）
- 奇天烈大百科（堀越）
- 灌籃高手（木暮公延、旁白）

1994年
- 橘子醬男孩（小石川仁）

1995年
- 近所物語（德森浩昭）
- 魔法騎士雷阿斯（炎之魔神）

1996年
- 鬼太郎 (第4作)（木水）
- 美少女戰士Sailor Stars（天野川）

1997年
- 金田一少年之事件簿（和泉宣彥）
- CLAMP學園偵探團（伊集院茂俊）
- 怪博士與機器娃娃 (1997年版)（木綠紺）
- 名偵探柯南（工藤優作〈工藤新一的爸爸〉[23]／暗夜男爵）

1998年
- 吸血姬美夕（矢口恭一）
- 庫洛魔法使（木之本藤隆〈木之本櫻的爸爸〉[24]）
- Night Walker -深夜徘徊者-（日语：Night Walker -真夜中の探偵-）（卡因）
- 危險調查員（鮑爾）

1999年
- 週刊故事樂園（日语：週刊ストーリーランド）（鈴木一、慎二、江藤啓介、法蘭克）
- 傀儡師左近（橘流）
- 星界的纹章（洛克·林）

2000年
- 週刊故事樂園（江藤啓介、法蘭克）

2001年
- 七虹香電擊作戰（神和住芳樹）
- 野野子（日语：ののちゃん）（山田隆）
- 最終幻想：無限（紅霧）〈魔導士〉）
- HELLSING（恩里科·麥克斯韋）
- 炎之蜃氣樓（北條氏照）

2002年
- Weiß kreuz Glühen（主教／白鷺黎一）
- 金肉人II世（泰利人、庫羅耶（日语：ウォーズマン））
- 十二國記（壁落人）

2003年
- 原子小金剛 (2003年版)（青騎士[25]）
- F-ZERO 法爾康傳說（日语：F-ZERO ファルコン伝説）（法爾康隊長（日语：キャプテン・ファルコン）／）
- 閃靈二人組（翳沼沙羅衣）
- 獸兵衛忍風帖|獣兵衛忍風帖|獸兵衛忍風帖 龍寶玉篇}}（無風）
- 偵探學院Q（團守彥）
- 鋼之鍊金術師（納修·托林卡姆）
- 花田少年史（中嶋貴人的父親）
- 闇與帽子與書的旅人（塞加·一夫、西伯利亞的托拉）
- ONE PIECE（唐吉訶德·多佛朗明哥[26]）

2004年
- 阿嘉莎·克莉絲蒂的名偵探白羅與瑪波（喬治·普理察）
- 京極夏彥 巷說百物語（關山兵五）
- 沙漠神行者（大沼[27]）
- 怪醫黑傑克（明）
- 冒險王比特（旁白、巴隆）

2005年
- 新宇宙飛龍 LEGEND OF DAIKU-MARYU（薩斯貝茲、左近士郎）
- 新釋 真田十勇士 The Animation（日语：新釈 眞田十勇士）（海野六郎[28]）
- 異域傳說 The Animation（卯月仁）
- 數碼寶貝X進化（奧米加獸）
- 鬥牌傳說赤木 ～降臨黑暗的天才～（市川）
- 哆啦A夢 (水田山葵版)（骨川小夫的爸爸）
- 黏黏妖美少女（大橋真一）
- 魔法少女加奈（佛手柑）
- MONSTER（沃爾夫岡·葛利默／紐梅爾）

2006年
- 歡迎加入N·H·K！（中原岬的伯父）
- 天使心（槙村秀幸）
- 戀愛天使安琪莉可 ～心甦醒之時～（闇之守護聖克萊維斯）[注 2]
- 超級機器人大戰OG -Divine Wars-（日语：スーパーロボット大戦OG -ディバイン・ウォーズ-）（奇里亞姆·葉格）
- 飛天小女警Z（邁耶市長）
- NANA（淺野崇）

2007年
- 鬼太郎 (第5作)（死神99號）
- 戀愛天使安琪莉可 ～光輝的明天～（闇之守護聖克萊維斯）
- ARKER THAN BLACK -黑之契約者-（謝爾蓋·維克托洛夫）
- 暗夜魔法使 The ANIMATION（安藤來棲）
- 真仙魔大戰（立體影像佛）
- BLEACH（蕭隆·庫方）
- 新楓之谷（格蘭德〈阿爾的父親〉）
- 婆婆偵探團（日语：やっとかめ探偵団）（島村伸夫）

2008年
- 我們這一家（春麻呂）
- 艾莉森與莉莉亞（斯托克·弗倫／艾卡西亞·克洛斯／奧斯卡·維廷頓[29]）
- 西洋骨董洋菓子店 ～Antique～（橘圭一郎的父親）

2009年
- 動物偵探奇魯米（御子神保）
- 道子與哈金（梅鳳儀）

2010年
- 超級機械人大戰OG -The Inspector-（奇里亞姆·葉格）

2011年
- 異國迷宮的十字路口 The Animation（奧斯卡・克勞戴）
- X戰警 (2011年動畫)（日语：エックスメン (2011年のアニメ)）（Beast）
- 數碼寶貝合體戰爭 邪惡的死亡指揮官與七個王國（阿波羅獸）
- 美食獵人TORIKO（阿卡西亞）
- 戰國鬼才傳（明智光秀[30]）
- 轉吧！企鵝罐（池部的叔叔）

2012年
- 白熊咖啡廳（棕熊）

2013年
- 探險托里蘭托 -千年真寶-（旁白、迴轉師迪格拉斯、冥界王迪斯美諾斯[31]）

2014年
- 閃爍的青春（馬淵洸的父親）
- 卡片鬥爭!! 先導者 雙鬥搭檔篇（拉緹的父親）
- 英雄銀行（日语：ヒーローバンク）（八神飛鳥[32]）
- 大家集合！法爾康學園（日语：みんな集まれ!ファルコム学園）（艾爾蒂爾[33]）
- 境界觸發者（雷普利卡[34]、空閑有吾、旁白）

2015年
- ONE PIECE 薩波特別篇 ～3兄弟的羈絆 奇跡的再會和被繼承的意志～（唐吉訶德·多佛朗明哥）

2016年
- 海螺小姐（早川的父親）
- JOKER GAME（傑弗裡·摩根[35]）
- 麵包超人（大提琴先生〈第2代〉）
- 名偵探柯南 Episode"ONE" 變小的名偵探（工藤優作）

2017年
- 青之驅魔師 京都不淨王篇（志摩八百造[36]）
- 鬼平（岸井左馬之助[37]）
- 龍珠超（達蒙）

2018年
- 庫洛魔法使 透明牌篇（木之本藤隆[38]）
- 小松先生 (第2期)（木村出代音）
- 救難小英雄 逆襲的三惡人（源賴朝）
- 琴之森（雨宮洋一郎[39]）
- 銀河英雄傳說 Die Neue These 邂逅（楊泰隆）
- 鬼太郎 (第6作)（蟹坊主[40]、巴克貝亞德[41]）
- 刃牙 (第2作)（穆罕默德·阿里[42]）
- 聖鬥士星矢 聖鬥少女翔（2018～2019，獅子座艾奧里亞[43][44]）

2019年
- 海螺小姐（2019～，河豚田鱒男（日语：サザエさんの登場人物#フグ田マスオ）〈第3代〉[10]）
- 巴比倫（亞歷山大·W·伍德）

2021年
- 龍先生、想要買個家。（マンティコア）
- 數碼寶貝大冒險：（稻草人獸）
- 白沙的Aquatope（神里）
- 通靈王（第2作）（貓又全宗）

2022年
- BLEACH 千年血戰篇（BG9）

2024年
- 隔壁的妖怪鄰居（西谷和彥[45]）

### 電影動畫
1981年
- 劇場版 宇宙戰士巴魯迪奧斯（傑克·奧利佛）

1982年
- 新·根性青蛙：根性夢枕（南義雄）
- 傳說巨神 接觸篇 THE IDEON; A CONTACT（喬丹·貝斯）
- FUTURE WAR 198X年（日语：FUTURE WAR 198X年）（麥可）

1983年
- 福星小子：愛星球之戀（日语：うる星やつら オンリー・ユー）（門衛A）
- 幻魔大戰（日语：幻魔大戦 (映画)）
- 欣賞職棒享受10倍快樂的方法（日语：プロ野球を10倍楽しく見る方法）（大杉）

1984年
- 福星小子2：綺麗夢中人
- 金肉人：被奪走的冠軍腰帶（日语：キン肉マン 奪われたチャンピオンベルト）（泰利人（日语：テリーマン））
- 金肉人：大暴動！正義超人（日语：キン肉マン 大暴れ!正義超人）（泰利人、黑雨）
- 欣賞職棒享受10倍快樂的方法 PART2（大杉）

1985年
- 金肉人：正義超人vs古代超人（日语：キン肉マン 正義超人vs古代超人）（泰利人）
- 金肉人：逆襲！宇宙隱形超人（日语：キン肉マン 逆襲!宇宙かくれ超人）（泰利人）
- 金肉人：愉快的身影！正義超人（日语：キン肉マン 晴れ姿!正義超人）（泰利人）
- 戰國魔神豪將軍：時之異邦人（奇里·蓋格雷）
- 怪博士與機器娃娃：吼唷唷！夢的大都會（日语：Dr.スランプ アラレちゃん ほよよ!夢の都メカポリス）（史考普）

1986年
- 亞利安（日语：アリオン (漫画)）（黑獅子王〈普羅米修斯〉[46]）
- 金肉人：紐約千鈞一髮！（日语：キン肉マン ニューヨーク危機一髪!）（泰利人）
- 金肉人：正義超人vs戰士超人（日语：キン肉マン 正義超人vs戦士超人）（泰利人）
- 還有第11人！（日语：11人いる!）（國王）
- 劇場版 高校！奇面組（日语：ハイスクール!奇面組）（事代作吾）
- RUNNING BOY 星際戰士的秘密（日语：RUNNING BOY スター・ソルジャーの秘密）（高橋名人）

1987年
- 當風吹起的時候（日语：風が吹くとき）（龍）
- 聖鬥士星矢：邪神艾莉絲（旁白）
- 鄰家女孩3：在你離開之後（柏葉英二郎）
- 新楓葉鎮物語 棕櫚鎮篇 ～你好！新的小鎮～（日语：新メイプルタウン物語 パームタウン編 (1987年の映画)）（馬塞爾·霍普拉畢特〈帕蒂的父親〉）

1989年
- 五星物語（克羅姆·巴蘭榭）

1990年
- CAROL（日语：CAROL (アニメ)）（萊曼·繆·道格拉斯）

1992年
- 勇者鬥惡龍 達伊的大冒險：站起來!! 阿邦的使徒（阿邦）

1993年
- 星星的軌道（日语：お星さまのレール）（和彥）
- 銀河英雄傳說：新戰爭的序曲（約翰·羅貝爾·拉普）

1994年
- 三國志 第三部·遙遠的大地（馬謖）
- 劇場版 灌籃高手（日语：スラムダンク (1994年の映画)）（木暮公延）
- 灌籃高手：稱霸全國！櫻木花道（日语：スラムダンク 全国制覇だ! 桜木花道）（木暮公延）

1995年
- 卡塔君物語（日语：カッタ君物語）（野村翔的父親）
- 灌籃高手：湘北最大的危機！燃起鬥志的櫻木花道（日语：スラムダンク 湘北最大の危機! 燃えろ桜木花道）（木暮公延）
- 灌籃高手：咆哮籃球員靈魂！花道和流川的灼熱夏季（日语：スラムダンク 吠えろバスケットマン魂!! 花道と流川の熱き夏）（木暮公延、旁白）

1996年
- 劇場版 X（蒼軌征一狼[47]）
- 蠟筆小新：搞怪遊樂園大冒險（裘馬）
- （黑柳守綱（日语：黒柳守綱））

1999年
- 劇場版 庫洛魔法使（木之本藤隆[48]）

2000年
- 庫洛魔法使：被封印的卡片（木之本藤隆[49]）
- The AURORA 海上極光（日语：The AURORA 海のオーロラ）（渡部誠[50]）

2001年
- VAMPIRE HUNTER D（D[51]）
- ONE PIECE 發條島的冒險（小丑）

2002年
- 名偵探柯南：貝克街的亡靈（工藤優作[52]、夏洛克·福爾摩斯）

2004年
- 聖鬥士星矢 天界篇 序奏 ～overture～（獅子座艾歐利亞）

2006年
- 銀髮阿基德（薩庫爾博士[53]）
- 盜夢偵探（Chairman）

2009年
- 企鵝大冒險（日语：よなよなペンギン）（查理的父親）

2010年
- 五彩繽紛（醫師[54]）

2016年
- 為何而生 蓮如上人與吉崎炎上 （页面存档备份，存于）（法敬房[55]）

2019年
- 劇場版 爆釣王：神秘的三角條碼！釣起來！神海魚海神（日语：映画 爆釣バーハンター 謎のバーコードトライアングル!爆釣れ!神海魚ポセイドン）（溫伯托·蓋瑞[56]）

2023年
- 劇場版城市獵人 天使之淚（槙村秀幸[57]）

2024年
- 名偵探柯南：100萬美元的五稜星（工藤優作）

### OVA
1983年
- DALLOS（馬克斯）

1985年
- 輕井澤症候群（日语：軽井沢シンドローム）（箕輪貴成）
- GREED（日语：GREED）
- Babi Stock I 永無止境的標的（薩米）
- 貓咪也瘋狂

1986年
- 縣立地球防衛軍（日语：県立地球防衛軍）（爐緣）
- 超獸機神斷空我 給死者們的鎮魂歌（艾倫·伊戈爾）
- Babi Stock II The Revenge of Eyesman 愛之鼓動的彼方（薩米）
- 佛典物語（釋尊）
- Roots Search 食心物體X（日语：ルーツ・サーチ 食心物体X）（桑德）

1987年
- 真魔神傳 Battle Royal High School（日语：魔神伝）（斬奸）
- 極速狂飆（日语：バリバリ伝説）（巨摩郡）
- LILY-C.A.T.（日语：LILY-C.A.T.）
- 競技裝甲LEGACIAM（日语：レリックアーマーLEGACIAM）（澤諾·莫澤斯提）

1988年
- 銀河英雄傳說（約翰·羅貝爾·拉普）
- 冥王計劃傑歐萊馬（沖功）
- 瓦特·波與我們的物語（日语：ワット・ポーとぼくらのお話）（奧特）

1989年
- 強殖裝甲加爾巴（卷島顎人）
- 妙齡女大亨（日语：クレオパトラD.C.）
- 敵人士海賊 ～貓咪們的饗宴～（日语：敵は海賊〜猫たちの饗宴〜）（勞爾·拉特爾·薩特爾）
- 爆走賽車場 浪漫TWIN（日语：TWIN）（日野表）
- 風魔小次郎（總帥）
- 妖魔（日语：妖魔 (漫画)）（風巳）
- Riding Bean（日语：ガンスミスキャッツ#ライディングビーン）（班恩·班迪特）

1990年
- 奧特曼塗鴉 歡迎來到奧特曼國度！（日语：ウルトラマングラフィティ おいでよ!ウルトラの国）（奧特曼、部分的假奧特曼）
- 變形金剛Z（勝利戰神）
- 羅德斯島戰記（史列因（日语：スレイン・スターシーカー））

1991年
- 機動戰士鋼彈0083：Stardust Memory（格林·懷亞特）
- 恐怖新聞（日语：恐怖新聞）（中神洋介）
- 硬派銀次郎（日语：硬派銀次郎）（平田老師）
- 聖傳 -RG VEDA-（阿修羅王）
- 夢枕獏 暮色劇場 夢蜉蝣（日语：夢枕獏 とわいらいと劇場）（我）

1992年
- 間之楔（カッツェ）
- 伊蘇II 天空的神殿（日语：イース (OVA)）（基斯）
- 東京巴比倫2（宮武了）

1993年
- 艾爾·卡拉爾的遺產（日语：アル・カラルの遺産）（哈默）
- 輾轉難眠的江戶！（日语：お江戸はねむれない!）（青砥藤一郎[58]）
- 假面騎士SD（假面騎士1號（日语：本郷猛#仮面ライダー1号））
- 紺碧艦隊（前原一征[59]）
- 大戰爭 神擊的紅色荒野（亞空歡喜）
- 妖世紀水滸傳（日语：妖世紀水滸伝）（歐文神父）

1994年
- 幽幻怪社（喫茶店老闆）

1997年
- 旭日艦隊（日语：旭日の艦隊）（旁白）
- 魔法騎士雷阿斯（旁白、雷克薩斯）

1998年
- 沈默艦隊（日语：沈黙の艦隊）（諾曼·金·貝茨）

1999年
- 青山剛昌短篇集 夏日的聖誕老人（工藤優作）
- 青山剛昌短篇集2 飛起夜空的10個行星（工藤優作）
- 銀河英雄傳說外傳 螺旋迷宮（約翰·羅貝爾·拉普）

2000年
- 安琪莉可（闇之守護聖克萊維斯）

2002年
- 聖鬥士星矢 冥王黑帝斯十二宮篇（日语：聖闘士星矢 冥王ハーデス編）（獅子座艾歐利亞、旁白）

2003年
- 新·北斗神拳（托席（日语：トキ (北斗の拳)））

2004年
- 天空斷罪Skelter Heaven（日语：天空断罪スケルターヘブン）（三嶋博昭）

2005年
- 超級機器人大戰ORIGINAL GENERATION THE ANIMATION（奇里亞姆·葉格）
- 聖鬥士星矢 冥王黑帝斯冥界篇（日语：聖闘士星矢 冥王ハーデス編）（獅子座艾歐利亞、旁白）

2008年
- 名偵探柯南 MAGIC FILE2 工藤新一 謎之牆壁與黑色拉布犬事件（工藤優作）
- 潛龍諜影2 BANDE DESSINEE（日语：メタルギアソリッド バンドデシネ）（赫爾·埃默里奇（日语：ハル・エメリッヒ））

2010年
- 交響曲傳奇 THE ANIMATION 迪賽雅蘭篇（尤格拉西爾）

2011年
- SUPERNATURAL: THE ANIMATION（埃文）
- 交響曲傳奇 THE ANIMATION 世界統合篇（尤格拉西爾）
- VOTOMS FINEDER（萊辛）

2017年
- 青之驅魔師 京都不淨王篇 OAD（志摩八百造）[注 3]

### 網路動畫
2001年
- 怪醫黑傑克（吉利哥醫生）

2006年
- 異域傳說 II to III a missing year ～U.M.N.被封印的真實碎片～（日语：ゼノサーガ エピソードII to III a missing year）（卯月仁）

2015年
- 聖鬥士星矢 黃金魂 -soul of gold-（獅子座艾奧里亞[60]）
- NINJA SLAYER from ANIMATION（馬達老虎[61]、馬達骷髏[62]）

2019年
- ULTRAMAN（早田進[63]）
- 聖鬥士星矢：黃道十二宮戰士（獅子座艾奧里亞[64]、旁白[64]）

2023年
- PLUTO ～冥王～（布拉鄔1589[65]）

### 遊戲
1991年
- 厄尼斯特·埃凡斯（日语：アーネスト・エバンスシリーズ）（艾爾·卡波聶）
- 天使之詩（吉特）[注 4]

1992年
- Forgotten Worlds（日语：ロストワールド (ゲーム)）（1P超戰士）[注 4]
- 夢幻戰士（感冒伊薩德）
- 羅德斯島戰記（史列因（日语：スレイン・スターシーカー））[注 4]

1993年
- A級雷電戰士 誕生篇（日语：Aランクサンダー 誕生編）（Five）[注 5]
- 聖魔傳說3×3EYES（傑克·麥可唐納）

1994年
- EMERALD DRAGON（日语：エメラルドドラゴン）（瓦姆魯）[注 4]
- POLICENAUTS（日语：ポリスノーツ）（喬納森·英格朗）
- 羅德斯島戰記 英雄戰爭（史列因）[注 6]
- 羅德斯島戰記II（史列因、普利）
- 聖戰士傳承 雀卓的騎士（日语：聖戦士伝承・雀卓の騎士）（迦爾斯·菲兒）

1995年
- 聖夜物語（日语：聖夜物語）（麥克蓋亞）

1996年
- 瑪雅神話（藍道夫·琥珀）
- 第4次超級機器人大戰S（奇里·蓋格雷、奇里亞姆·葉格）

1997年
- ELFIN PARADISE（立川宏）
- 蒂爾克 ～藍色大海的少女～
- 瑪莉亞 你們還活著的理由（日语：マリア 君たちが生まれた理由）（尼古拉·勒維、筒井純一郎）
- 毛利元就三矢之誓（日语：毛利元就 誓いの三矢）（毛利元就）

1998年
- 超級機器人大戰F 完結篇（喬丹·貝斯、奇里·蓋格雷、艾倫·伊戈爾、奇里亞姆·葉格）
- 異域神兵（卯月紫檀／修伽·里克德）
- FAVORITE DEAR（拉修）
- 潛龍諜影（Otacon〈赫爾·埃默里奇〉（日语：ハル・エメリッヒ））

1999年
- SD鋼彈 G世代 ZERO（格林·懷安特）
- 超級機器人大戰完全版（奇里·蓋格雷、奇里亞姆·葉格）
- 鑽孔先生（日语：ミスタードリラー）（Z、博士、沙漠居民）

2000年
- 安琪莉可 三重奏（日语：アンジェリーク トロワ）（闇之守護聖克萊維斯）[注 2]
- 再見了，宇宙戰艦大和號（日语：さらば宇宙戦艦ヤマト 愛の戦士たち）（島大介）
- 超級機器人大戰α（艾倫·伊戈爾）

2001年
- 決戰II（張遼、魯肅）
- 闇影之心（日向甚八郎）
- 超級機器人大戰α for Dreamcast（艾倫·伊戈爾）
- 松本零士999 ～Story of Galaxy Express 999～（日语：松本零士999 〜Story of Galaxy Express 999〜）（傑德）
- 潛龍諜影2 自由之子（Otacon〈赫爾·埃默里奇〉）

2002年
- Only you -熱鬥學園-（老虎喬、魔神勇一）
- 金肉人II世 新世代超人VS傳說超人（日语：キン肉マン ジェネレーションズ）（泰利人（日语：テリーマン））
- 星際大戰：俠盜中隊 II（日语：スター・ウォーズ ローグ スコードロン II）（C-3PO）
- 異域傳說首部曲［權力意志］（卯月仁）
- （爸爸）

2003年
- 安琪莉可 Etoile（日语：アンジェリーク エトワール）（闇之守護聖克萊維斯）
- 激鬥職棒 水島新司VS職棒明星（日语：激闘プロ野球 水島新司オールスターズVSプロ野球）（山田太郎〈大飯桶〉（日语：山田太郎 (ドカベン)））
- 通靈王 Soul Fight（マタムネ）
- 第2次超級機器人大戰α（奇里·蓋格雷）
- 交響曲傳奇（尤格拉西爾）
- 勝負師傳說 哲也2 玄人頂上決戰（忌田）

2004年
- 宇宙戰艦大和號 ～對伊斯坎達爾的追憶（島大介）
- 空戰奇兵5 未被歌頌的戰爭（文森特·哈林）
- 金肉人 新世代英雄（日语：キン肉マン ジェネレーションズ）（泰利人、第2代超級金肉人（日语：キン肉マングレート））
- 通靈王 堅定之魂（マタムネ）
- 闇影之心II（日向甚八郎）
- 超級機器人大戰MX（沖功）
- 超級機器人大戰GC（日语：スーパーロボット大戦GC）（艾倫·伊戈爾）
- 異域傳說二部曲［善惡的彼岸］（卯月仁）
- 異域傳說Freaks（日语：ゼノサーガ フリークス）（卯月仁）
- 數碼寶貝格鬥編年史（奧米加獸）
- 塗鴉王國2 魔王城之戰（日语：ラクガキ王国）（家庭教師）

2005年
- 宇宙戰艦大和號 ～暗黑星團帝國的逆襲（島大介）
- 宇宙戰艦大和號 ～二重銀河的崩壞（島大介）
- 魁!! 男塾（大豪院邪鬼）
- 新光明與黑暗（日语：シャイニング・フォース ネオ）（蓋亞）
- 超級機器人大戰MX 攜帶版（沖功）
- 聖鬥士星矢 聖域十二宮篇（日语：聖闘士星矢 聖域十二宮編）（獅子座艾歐利亞）
- 第3次超級機器人大戰α 終焉之銀河（喬丹·貝斯、奇里·蓋格雷、艾倫·伊戈爾）
- 世界傳奇 魔幻迷宮3（日语：テイルズ オブ ザ ワールド なりきりダンジョン3）
- 亡國之神盾2035 ～Warship Gunner～（日语：亡国のイージス2035 〜ウォーシップガンナー〜）（宮津直基）
- 潛龍諜影3 食蛇者（旁白）
- ONE PIECE 海盜嘉年華（日语：ONE PIECE パイレーツカーニバル）（唐吉訶德·多佛朗明哥）

2006年
- 英雄傳說 空之軌跡SC（蓋魯格·懷斯曼）
- 空戰奇兵ZERO：貝爾卡戰役（日语：エースコンバット・ゼロ ザ・ベルカン・ウォー）（萊納·艾爾特曼）
- SD鋼彈 G世代 PORTABLE（格林·懷安特）
- 少女戀愛革命★Love Revo!!（日语：乙女的恋革命★ラブレボ!!）（羅藍）
- 金肉人 肌肉大獎賽MAX（日语：キン肉マン マッスルグランプリ#キン肉マン マッスルグランプリ）（泰利人、彈簧人（日语：7人の悪魔超人#スプリングマン）、星球人（日语：悪魔六騎士#プラネットマン））
- 金肉人 肌肉世代（日语：キン肉マン ジェネレーションズ）（泰利人、第2代超級金肉人）
- JoJo的奇妙冒險 幻影血脈（日语：ジョジョの奇妙な冒険 ファントムブラッド (アクションゲーム)）（喬納森·喬斯達[66]）
- 超級機器人大戰XO（日语：スーパーロボット大戦GCGC）（艾倫·伊戈爾）
- 異域傳說I·II（日语：ゼノサーガI・II）（卯月仁）
- 異域傳說三部曲［查拉圖斯特拉如是說］（日语：ゼノサーガ エピソードII［善悪の彼岸］）（卯月仁）

2007年
- 英雄傳說 空之軌跡 the 3rd（蓋魯格·懷斯曼）
- SD鋼彈 G世代 SPIRITS（格林·懷安特）
- BLEACH ～炙熱之魂4～（日语：BLEACH 〜ヒート・ザ・ソウル〜）（蕭隆·庫方）
- 超級機器人大戰OG ORIGINAL GENERATIONS（奇里亞姆·葉格）
- 超級機器人大戰OG外傳（奇里亞姆·葉格）
- 聖鬥士星矢 冥王黑帝斯十二宮篇（日语：聖闘士星矢 冥王ハーデス編）（獅子座艾歐利亞）

2008年
- 金肉人 肌肉大獎賽2 特大碗（日语：キン肉マン マッスルグランプリ#キン肉マン マッスルグランプリ2）（泰利人、彈簧人、星球人）
- 蠟筆小新：呼風喚雨的電影樂園大挑戰！（日语：クレヨンしんちゃん 嵐を呼ぶ シネマランド カチンコガチンコ大活劇!）（裘馬）
- 超級機器人大戰Z（傑克·奧利佛）
- 任天堂明星大亂鬥X（赫爾·埃默里奇）
- 心靈傳奇（泰克塔·多·列）
- 高爾夫頑童猿丸（ドラゴン）
- 潛龍諜影4 愛國者之槍（Otacon〈赫爾·埃默里奇〉、喬納森）

2009年
- Another Time Another Leaf 鏡中的偵探（日语：Another Time Another Leaf 鏡の中の探偵）（秋月透也）
- 超級機器人大戰NEO（日语：スーパーロボット大戦NEO）（奇里·蓋格雷）
- LovePlus（教師）
- ONE PIECE 無限巡航 Episode:2 -覺醒的勇者-（日语：ONE PIECE アンリミテッドクルーズ）（唐吉訶德·多佛朗明哥）

2010年
- 魔塔大陸3 終結世界的少女詩歌（ラファエーレ）
- 潛龍諜影 和平先驅（修）
- 人中之龍4 傳說的繼承者（久井）
- ONE PIECE 大決戰！（日语：ONE PIECE ギガントバトル!）（唐吉訶德·多佛朗明哥）
- ONE PIECE ONEPY B MATCH W（日语：ワンピーベリーマッチ）（唐吉訶德·多佛朗明哥）

2011年
- 機動戰士鋼彈 新基連的野望（日语：機動戦士ガンダム 新ギレンの野望）（格林·懷安特）
- 死神與少女（日语：死神と少女）（臥待春夫）
- 聖鬥士星矢戰記（日语：聖闘士星矢戦記）（獅子座艾歐利亞）
- 戰場女武神3 -Unrecorded Chronicles-（傑納羅·波魯吉亞）
- 第2次超級機器人大戰Z 破界篇（傑克·奧利佛、艾倫·伊戈爾）
- 世界傳奇 閃耀神話3（日语：テイルズ オブ ザ ワールド レディアント マイソロジー3）（尤格拉西爾）
- ONE PIECE 無限巡航 SP（唐吉訶德·多佛朗明哥）
- ONE PIECE 大決戰！2 新世界（日语：ONE PIECE ギガントバトル! 2 新世界）（唐吉訶德·多佛朗明哥）

2012年
- 伊蘇 塞爾塞塔的樹海（艾迪爾[67]）
- 真·北斗無雙（龍軒[68]）
- 超級機器人大戰OG SAGA 魔裝機神II REVELATION OF EVIL GOD（ゼオルート·ザン·ゼノサキス）
- 第2次超級機器人大戰Z 再世篇（傑克·奧利佛、艾倫·伊戈爾）
- New LovePlus（高嶺仁[69]）

2013年
- 真·三國無雙7（韓當[70]）
- 真·三國無雙7 猛將傳（韓當[71]）
- 超級機器人大戰OG INFINITE BATTLE（奇里亞姆·葉格[72]）
- 超級機器人大戰Operation Extend（奇里·蓋格雷、艾倫·伊戈爾）
- 聖鬥士星矢 英勇鬥士（日语：聖闘士星矢 ブレイブ・ソルジャーズ）（獅子座艾歐利亞）
- 時空幻境 交響曲傳奇 同音包（日语：テイルズ オブ シンフォニア ユニゾナントパック）（尤格拉西爾）
- 心靈傳奇R（泰克塔·多·列[73]）
- 古墓奇兵（康雷德·羅斯[74]）

2014年
- 蠟筆小新：呼風喚雨春日部電影明星！（日语：クレヨンしんちゃん 嵐を呼ぶ カスカベ映画スターズ!）（裘馬）
- 魁!! 男塾 ～日本啊、這才是男子漢！～（大豪院邪鬼[75]）
- 光明之響 龍奏回音（阿爾貝王[76]）
- 真・三國無雙7 Empires（韓当）
- 英雄銀行2（日语：ヒーローバンク）（八神飛鳥[77]）
- 潛龍諜影V 幻痛（修）
- ONE PIECE 無限世界 赤紅（日语：ONE PIECE アンリミテッドワールド レッド）（唐吉訶德·多佛朗明哥）
- ONE PIECE 超級偉大航路之爭X（唐吉訶德·多佛朗明哥）
- ONE PIECE KINGS（唐吉訶德·多佛朗明哥）

2015年
- 安琪莉可 Retour（闇之守護聖克萊維斯[78]）
- 英雄傳說 空之軌跡 FC Evolution（亞柏教授[79]）
- 聖鬥士星矢 鬥士之魂（獅子座艾歐利亞）
- 異域神劍X（玩家自創角色〈古武士〉[80]）
- 波波羅古洛伊斯牧場物語（日语：ポポロクロイス牧場物語）（薩波[81]）
- 潛龍諜影V 原爆點（埃默里奇〈修〉)
- ONE PIECE 海賊無雙3（唐吉訶德·多佛朗明哥）

2016年
- 超級機器人大戰OG THE MOON DWELLERS（奇里亞姆·葉格）
- Final Fantasy 世界（日语：ワールド オブ ファイナルファンタジー）（瑟庫里瓦迪斯[82]）
- ONE PIECE 秘寶尋航（唐吉訶德·多佛朗明哥）

2017年
- 足球小將翼 ～奮戰夢幻隊～（羅伯特·本鄉[83]）

2018年
- 真·三國無雙8（韓當[84]）
- 超級機器人大戰X-Ω（日语：スーパーロボット大戦X-Ω）（艾倫·伊戈爾）
- 超級機器人大戰X（魔獸恩殆）
- 無雙OROCHI 3（韓當[85]）
- 刺客教條：奧德賽（希羅多德[86]）

### 廣播劇CD
- 青之騎士BERUZERUGA物語（日语：青の騎士ベルゼルガ物語）系列（第1－2卷、『K'』）（凱因·麥克杜格）[注 7]
- 蒼之摩訶羅闍（日语：蒼のマハラジャ）（理查）
- 亞爾斯蘭戰記（達龍）
- 安琪莉可系列（闇之守護聖克萊維斯）[注 2]
- 網路試聽劇場 2.5大作戰（旁白）
- INFERIUS惑星戰史外傳 CONDITION GREEN（日语：インフェリウス惑星戦史外伝 CONDITION GREEN）（馬丁·裴頓）
- 英雄傳說 空之軌跡 廣播劇CD系列（蓋魯格·懷斯曼）
  - ～離去的決意～（亞柏教授 ※懷斯曼的偽名）
  - ～維繫的羈絆～
  - 約書亞物語 ～封印的記憶～
  - ～噬身之蛇報告書～
- 大叔專科 Vol.3 Restore the Bistro ～千金奮鬥記～（秋月總一郎）
- 庫洛魔法使（木之本藤隆）
- 光之風（日语：風光る (渡辺多恵子の漫画)）（山南敬助）
- 神曲奏界 沉默歌姬（旁白[87]）
- 貓眼女槍手（日语：ガンスミスキャッツ） VOL.2 GROWIMG UP！（班恩·班迪特）
- 金田一少年の事件簿 死神病院殺人事件（聖正智明）
- Crashers Knight&Ran系列（主教／白鷺黎一）
- Sound Drama Fate/EXTRA（救世主）
- 通靈王『與恐山會面 前篇／後篇』（ネコマタのマタムネ）
- 朱羅姬（蛟龍和德）
- 新撰組異聞 蒼狼神話1（山南敬助、奧野傳十郎）
- 真·女神轉生 奇幻旅程（亞瑟）
- 天使禁獵區（ザフィケル）
- 龍槍戰記（坦尼斯）[注 7]
- 廣播劇CD異域傳說 OUTER FILE Vol.2（卯月仁）
  - 廣播劇CD 妖魔封印 第1卷 ～雙眼奇跡之章～
  - 廣播劇CD 妖魔封印 第2卷 ～轉生、光與闇之章～
  - 廣播劇CD 妖魔封印 第3卷 ～永遠的愛之章～
- CD廣播劇精選集 三國志（日语：CDドラマコレクションズ 三國志）系列（張遼文遠、第二部旁白）
- G奇幻漫畫CD精選 火焰之紋章 暗黑龍與光之劍（馬奇斯）
- 速水獎企劃製作CD 男子高中生時空之旅系列 Shuffle ～編織時間的勇者們～ vol.4 『赤穗義士 忠臣藏篇』（大石內藏助）
- 原創故事遊戲CD 地層階級王國（皇帝路西法）
- 人間俱樂部（日语：人間倶楽部）（龍）
- 棺材、旅人、怪蝙蝠（旁白）
- 炎之蜃氣樓 CD書
  - 夜翼（北條氏照）
  - 鷲誰翔（橘照弘）
- 摩利與新吾（日语：摩利と新吾）（旁白）[注 8]
- Missing（日语：Missing (小説)） 呼物語（芳賀幹比古）
- 妖魔封印系列（德里阿斯）

### 外語配音

#### 演員
凱文·史貝西
- 決勝21點（米基·羅沙教授）
- 鐵面特警隊（傑克·文生）※影碟版。
- 七宗罪（約翰·杜）※朝日電視台版。
- 普通嫌疑犯（羅傑·金特）※東京電視台版。

基佛·蘇德蘭
- 細說從頭（英语：Flashback (1990 film)）（自由·“約翰”·巴克納）※VHS版。
- 臥底殺機（英语：Renegades (1989 film)）（巴斯特·麥克亨利）※VHS版。
- 少壯屠龍陣2（英语：Young Guns II）（多克·史科洛克（英语：Doc Scurlock））※VHS版。

麥可·賓恩
- 異形2（德維恩·希克斯）※朝日電視台1989年／1993年版[注 9]。
- 地球末日（英语：Asteroid (film)）（傑克·瓦拉克）※朝日電視台版。
- 猛龍（佩卓·安傑羅）※DVD版。
- 特遣隊出擊（英语：Navy SEALs (film)）（詹姆斯·柯倫）※朝日電視台版。
- 魔蝎大帝4：王權爭霸（亞尼克王）
- 魔鬼終結者（凱爾·瑞斯）※朝日電視台版[注 10]。

皮爾斯·布洛斯南
- 鬼膽神偷（英语：After the Sunset）（麥斯·伯爾德特）※東京電視台版。
- 天崩地裂（英语：Dante's Peak）（哈利·道爾頓）※朝日電視台版。
- 絕對控制（英语：I.T. (film)）（麥克·芮根）
- 詹姆士·龐德系列（詹姆士·龐德）※朝日電視台版。
  - 詹姆士·龐德：不日殺機[88]
  - 詹姆士·龐德：金眼睛
  - 詹姆士·龐德：明日帝國[89]
  - 詹姆士·龐德：黑日危機
- 未來終結者（英语：The Lawnmower Man）（勞倫斯·安傑羅博士）※VHS版。
- 漫長美好的星期五（英语：The Long Good Friday）（第一位愛爾蘭人）
- 媽媽咪呀！（山姆·卡邁克爾）
- 無處可逃（海蒙德）
- 諜網暗戰（彼得·笛維羅斯）[注 11]
- 辛普森一家（無敵房屋3000的皮爾斯·布洛斯南〈配音〉）
- 英式情愛守則（英语：Some Kind of Beautiful）（理查·海格）
- 倒數行動（鐘錶屋）
- 偷天遊戲（湯瑪士·克朗）※富士電視台版。

雷·利奧塔
- 生死情緣（英语：Charlie St. Cloud）（弗洛里奧·費倫特）
- 飛象計畫（英语：Operation Dumbo Drop）（T·C·博伊爾上尉）
- 第三入侵者（英语：Unlawful Entry (film)）（皮特·戴維斯）※影碟版。

#### 電影
- 反對之聲（英语：A Chorus of Disapproval (film)）（蓋·瓊斯〈傑瑞米·艾恩斯〉）
- 雪地迷蹤（英语：Alaska (1996 film)）（傑克·巴奈斯〈德克·貝內迪克特（英语：Dirk Benedict）〉）
- 步步登天（英语：All the Right Moves (film)）（布萊恩〈克里斯·潘〉）※日本電視台版[注 12]
- 美國風情畫（史提夫·波蘭德〈朗·霍華〉）※TBS版。
- 教父咪搞（班·索伯醫師〈比利·基斯度〉）
- 安娜與國王（拉瑪四世〈周潤發〉）※東京電視台版。
- 魔誡英豪（艾許〈布魯斯·坎貝爾〉）※電視播出版[注 13]。
- 神鬼豔後（英语：The Awakening (1980 film)）（保羅〈派屈克·德魯麗（英语：Patrick Drury）〉）
- 熱力師奶（英语：The Banger Sisters）（哈利〈傑佛瑞·洛許〉）※DVD版[注 14]。
- 傀儡人生（克雷格·許瓦茲〈約翰·庫薩克〉）
- 地下陪審團（英语：The Star Chamber）（史帝芬·R·哈定〈邁克爾·道格拉斯〉）※電視播出版[注 13]。
- 聖經：創世紀（英语：The Bible: In the Beginning...）（阿貝爾〈佛朗哥·尼羅〉）※日本電視台版[注 13]。
- 大寒 (電影)（山姆·韋伯〈湯姆·貝林傑〉）
- 子彈橫飛百老匯（大衛·夏恩〈約翰·庫薩克〉）
- 煉獄（英语：The Burning (film)）（托德〈布萊恩·馬修〉）※富士電視台版。
- 海角亡魂（山姆·鮑登〈格力哥利·柏〉）※BD版。
- 美國隊長2：酷寒戰士（亞歷山大·皮爾斯（英语：Alexander Pierce)）〈勞勃·瑞福〉）
- 卡桑德拉大橋（湯姆〈雷·洛夫洛克（英语：Ray Lovelock (actor)）〉）※日本電視台版。
- 烈火戰車（埃里克·利德爾〈伊安·查理遜（英语：Ian Charleson）〉）※TBS版[注 15]。
- 城市獵人（托尼·馬可尼／槙村秀幸〈拉斐爾·佩松納茲（英语：Raphaël Personnaz）〉[90]）
- 蝗蟲之日（英语：The Day of the Locust (film)）（陶德·哈克特〈威廉·阿瑟頓〉）
- 銀嶺雄風（德语：Der schwarze Blitz）（赫伯特·坦納〈迪特瑪·舍恩赫爾（英语：Dietmar Schönherr）〉）※TBS版。
- 海明威好賊（英语：Dom Hemingway）（迪奇〈理查·E·格蘭特〉）
- 愛情終結者（英语：The Exterminator）（Viet Cong〈喬治·張（英语：George Cheung）〉）※富士電視台版[注 12]。
- 開放的美國學府（邁克·達摩尼〈羅伯特·羅農斯〉）
- 佛羅倫薩與烏菲茲美術館3D／4K（意大利语：Firenze e gli Uffizi 3D/4K）（羅倫佐·德·麥地奇〈西蒙·梅瑞爾斯（英语：Simon Merrells）〉）
- 飛俠哥頓（飛俠哥頓〈山姆·J·瓊斯〉）※日本電視台版。
- 十三號星期五2（英语：Friday the 13th Part 2）（馬克〈湯姆·麥克布萊德（英语：Tom McBride (actor)）〉）※日本電視台版。
- 亂世忠魂（普威特〈蒙哥馬利·克利夫特）※DVD版。
- 特務行不行（克里斯提克〈大衛·S·李〉）※朝日電視台版。
- 葛倫米勒傳（葛倫·米勒〈詹姆斯·史都華〉）※東京電視台版。
- 綠卡（喬治·佛瑞〈傑哈·德巴狄厄〉）
- 殭屍小子（師傅）
- 月光光心慌慌（鮑勃·辛姆斯〈約翰·邁克爾·格雷厄姆（英语：John Michael Graham）〉）※TBS版[注 12]。
- 異形附身（湯姆·貝克刑警〈麥可·諾瑞（英语：Michael Nouri）〉）
- 興高采烈（英语：High Spirits (film)）（傑克·克勞福德〈斯蒂夫·古根伯格〉）
- 血魔（湯姆·哈維爾〈克里夫·德·楊（英语：Cliff DeYoung）〉）
- 無間道II（倪永孝〈吳鎮宇〉）※東京電視台版。
- 絕對目標－豺狼末日（戴克蘭·穆爾昆〈李察·基爾〉）※影碟版。
- 詹姆士·龐德：殺人執照（詹姆士·龐德〈提摩西·達頓〉）※VHS版。
- 大白鯊2 ※日本電視台版[注 12]。
- 猛龍煞星（英语：Joe Kidd） ※日本電視台版[注 13]。
- 跳火山的人（喬·班克斯〈湯姆·漢克斯〉）
- 殺戮戰場（約翰·史文〈朱利安·山德斯〉）
- 外籍兵團（梅傑·麥金托什〈尼古拉斯·法雷爾（英语：Nicholas Farrell）〉）※東京電視台版。
- 小活佛（狄恩·康拉德〈克里斯·伊薩克（英语：Chris Isaak）〉）
- 漫長美好的星期五（英语：The Long Good Friday）（哈瑞斯〈布萊恩·馬歇爾（英语：Bryan Marshall）〉）
- 碧血長天（第1步兵師第2遊騎兵營隊員〈喬治·席格（英语：George Segal）〉）※日本電視台版。
- 鐵面人（阿拉密斯〈傑瑞米·艾恩斯〉）
- 血染的搖籃（英语：Mother's Boys）（羅柏·馬迪根〈彼得·蓋勒〉）※VHS版。
- 情聖保鏢（英语：My Father the Hero (1994 film)）（安德烈·阿內爾〈傑哈·德巴狄厄〉）
- 大魔域3：飛進未來（英语：The NeverEnding Story III）（法爾康）※影碟版。
- 妙探機靈狗（英语：Oh! Heavenly Dog）（班傑明·白朗寧〈切維·切斯〉）※東京電視台版。
- 費城故事（安德魯·貝克特律師〈湯姆·漢克斯〉）
- 災難水世界2（英语：Piranha II: The Spawning）（泰拉·謝曼〈史特夫·馬拉楚克〉）※朝日電視台版。
- 禁忌驚魂夜（英语：Poison Ivy: The New Seduction）（伊萬）
- 鬼哭神號（馬蒂〈馬丁·卡塞拉〉）※富士電視台版。
- 致命的快感（科特牧師〈羅素·高爾〉）※朝日電視台版。
- 惡靈古堡2：啟示錄（提摩西·凱恩〈托馬斯·克萊舒曼〉）※影碟版。
- 同居大作戰（英语：Roommates (1995 film)）（麥可·霍澤克〈D·B·史威尼（英语：D.B.Sweeney）〉）
- 週末夜狂熱（喬伊〈約瑟夫·卡利（英语：Joseph Cali）〉）※朝日電視台版。
- 辛德勒的名單（阿蒙·歌德〈雷夫·范恩斯〉）
- 我和吸血鬼有份合約（F·W·穆瑙〈約翰·馬克維奇〉）
- 聖拿河之戰（英语：Shenandoah (film)）（山姆〈道格·麥克洛（英语：Doug McClure）〉）※東京電視台版。
- 神鬼尖兵（惠斯勒〈大衛·史崔森〉）※日本電視台版。
- 快打旋風 (1994年電影)（威廉·凱爾上校〈尚-克勞德·范·戴姆〉）※朝日電視台版。
- 真善美（拉爾夫〈丹尼爾·祖希特〉）※VHS、DVD、LD版。
- 第二個月亮（英语：Sunflower (1970 film)） ※TBS版。
- 破曉時刻（英语：Tequila Sunrise (film)）（尼克·弗瑞西亞〈寇特·羅素〉）※VHS版。
- 德州電鋸殺人狂（柯克〈威廉·韋爾〉）※東京電視台版。
- 驚爆13天（羅伯特·麥克納馬拉〈迪倫·貝克〉）※朝日電視台版。
- 怪屋疑雲（亞惕·芬鵸〈葛雷哥萊·畢克〉）※BD版。
- 凸槌三人行（英语：Unfinished Business (2015 film)）（丹·特魯庫曼〈文斯·沃恩〉）
- 兇手正在看著你（英语：The Watcher (2000 film)）（喬爾·坎貝爾〈詹姆士·史派德〉）※東京電視台版。
- 猛龍過江（托尼〈劉永〉）
- 西城故事（艾斯）※TBS新錄製版。
- 當哈利碰上莎莉（傑斯〈布魯諾·柯比（英语：Bruno Kirby）〉）※日本電視台版。
- XYZ謀殺案（維多·艾傑克斯〈里德·伯尼〉）

#### 電視影集
- 天龍特攻隊 (第1季)（坦伯頓·佩克中尉〈蒂姆·鄧尼根（英语：Tim Dunigan）〉）※試播版。
- 大偵探波洛（第4季：諾曼·蓋爾、第5季：韓佛瑞·內勒、第9季：勞德）※NHK版。
- 家有阿福（尼爾·塔納）
- 飛龍特攻隊（強納森·鮑爾上尉〈蒂姆·鄧尼根〉）
- 加州公路巡警 (第1～5季)（英语：CHiPs）（約翰·貝克〈拉里·威爾考克斯（英语：Larry Wilcox）〉）
- 慾望師奶（奧森·賀智〈凱爾·麥克拉蘭〉）
- 福爾摩斯與華生 (第2季)（霍普金斯警部〈蒂姆·麥穆蘭（英语：Tim McMullan）〉）
- 名揚四海（英语：Fame (1982 TV series)）（萊羅伊·強森）
- IRIS（趙明浩〈李正吉〉）
- 凱恩與阿貝爾
- 雙面嬌娃（英语：Moonlighting (TV series)）（山姆·克勞福特〈馬克·漢蒙〉）
- 重返犯罪現場 (第1、2季)（馬克·漢蒙〈馬克·漢蒙〉）※派拉蒙DVD版。
- 疑犯追踪（阿利斯泰爾·韋斯利〈朱利安·山德斯〉）
- 三國演義（劉備玄德）※NHK-BS2版。
- 銀河飛龍（瑞吉納德·巴克萊（英语：Reginald Barclay）〈德懷特·舒爾茲（英语：Dwight Schultz）〉）
- Strike Force (1981年電視影集)（保羅·施特勒伯巡査長〈杜利安·哈伍德（英语：Dorian Harewood）〉）
- 三國志 赤壁之戰 (2008年電視影集)（諸葛孔明）※DVD再剪輯版。
- 英雄出少年

#### 動畫
- 夢不落帝國（旁白）
- 蜘蛛人 (1967年東京電視台版)（英语：Spider-Man (1967 TV series)）（蜘蛛人／彼得·帕克）
- 星際大戰：DROID的大冒險（C-3PO〈安東尼·丹尼斯（英语：Anthony Daniels）〉）※VHS版。
- 霹靂特警貓（巴爾克）

### 特攝影集
1997年
- 超人力霸王迪卡（新聞節目旁白的聲音）

2004年
- ULTRAMAN（超人力霸王THE NEXT的聲音）

2006年
- 超人力霸王梅比斯（佐菲（日语：ゾフィー (ウルトラシリーズ)）的聲音）
- 超人力霸王梅比斯&奧特兄弟（佐菲的配音）
- 超人梅比斯外傳 光明始動（日语：ウルトラマンメビウス外伝 ヒカリサーガ）（佐菲的聲音）

2009年
- 超人梅比斯外傳 凶獸重生（日语：ウルトラマンメビウス外伝 ゴーストリバース）（佐菲的聲音、旁白）
- 大怪獸格鬥 超銀河傳說 THE MOVIE（佐菲的聲音）

2010年
- 超人力霸王傑洛 THE MOVIE 超決戰！貝利爾銀河帝國（佐菲的聲音）

2011年
- 超人力霸王傑洛外傳 Killer the Beatstar（日语：ウルトラマンゼロ外伝 キラー ザ ビートスター）（佐菲的聲音）

2012年
- 超人力霸王列傳（佐菲的聲音）
- 超人力霸王傳奇 傑洛&奧特兄弟 起程吧！高壓戰役（日语：ウルトラマンゼロの作品一覧#ウルトラマンサーガ ゼロ&ウルトラ兄弟 飛び出す!ハイパーバトル!!）（佐菲的聲音）

2013年
- 新超人力霸王列傳（佐菲的聲音）

2017年
- 超人力霸王Orb 絆之力，請借我一用吧！（佐菲的聲音)

2018年
- 超人力霸王捷德 連繫起來！願望!!（佐菲的聲音）

### 廣播節目
- 廣播劇 EMERALD DRAGON（日语：エメラルドドラゴン）（瓦拉姆爾）
- 世界奇妙物語 電台特別篇「逆誘拐犯」（野上浩二）

### 旁白

#### 電視節目
TBS電視網
- TBS
  - 看到上沼惠美子了！日常WIDE劇場（日语：上沼恵美子は見た!日常ワイド劇場）
  - 國王的早午餐（日语：王様のブランチ）
  - 中居正廣的電視50年名節目喔！全員集合有笑有哭的感動場面經典重現總特輯（日语：中居正広のテレビ50年名番組だョ!全員集合笑った泣いた感動したあのシーンをもう一度夢の総決算スペシャル）
  - Ryu's Bar 氣氛還可以的夜晚（日语：Ryu's Bar 気ままにいい夜）系列（與MBS共同製作）
    - Ryu's Bar 氣氛還可以的夜晚
    - Ryu's Bar特輯21（日语：Ryu's Bar 気ままにいい夜）

  - 歌姬（日语：歌姫 (劇作品)）
  - 林肯（日语：リンカーン (テレビ番組)）（「激論！朝正解」單元，不定期）

- BS-i（BS-TBS）
  - L的風景
  - 華極名城
  - BS-TBS Station call

NHK系列
- NHK
  - 2016年夏季帕拉林匹克運動會（各種競賽項目的規則解說）

- NHK教育
  - NHK高校講座（日语：NHK高校講座） 世界史
  - 團塊Style（日语：団塊スタイル）
  - TEENS TV（日语：ティーンズTV） 地球地圖檔案

- NHK-BSi
  - 愛因斯坦之眼（日语：アインシュタインの眼）
  - 私

- NHK綜合
  - 迷你旅行（日语：小さな旅）（信紙朗讀）

富士電視台
- SMAP×SMAP（與關西電視台共同製作，不定期）
- FNN Super NEWS（日语：FNNスーパーニュース）（負責「超級特報」單元／不定期）

其他電視台
- 迪士尼頻道（負責迪士尼魔法世界部分）
- 哆啦A夢電影作品 大雄的恐龍2006公開紀念 哆啦A夢誕生物語 ～來自藤子·F·不二雄的信～（朝日電視台）
- KNB故鄉特輯 還曆同窗會 ～風吹純睽違45年的歸鄉～（北日本放送）
- （2019年3月18日－9月27日，BS11）

#### 電視廣告
- Takatoku（日语：タカトクトイス） 戰國魔神豪將軍（1981年）
- 日本女神邁那得斯化粧品（日语：日本メナード化粧品） 精製面膜（1991年，出演／與岡田奈奈）
- 「Firstmama系列」「似顏繪電子手冊」「似顏繪電子手冊」（1992年，出演／與星野真里）
- 不可思議的迷宮2 風塵英雄（日语：風来のシレン）（1995年）
- 七龍珠改 賽亞人來襲（日语：ドラゴンボール改 サイヤ人来襲） 廣告（2009年）
- 聖鬥士星矢Ω 終極小宇宙 廣告2（2012年）
- 週日劇場『羅斯福遊戲』YouTube廣告影片（2014年）[91][注 16]
- 週日劇場『流星休旅車』（2015年）[注 16]
- 萬代 鐵腕偵探露寶達「萬達寶」(1998年)

#### 電台廣告
- INAX（日语：INAX）（2008年）
- 國立西洋美術館 波爾多展 －走進美麗與陶醉之都－（2015年）

#### 錄影帶
- 鐵道錄影帶 電車車輛系列（小學館Production）

### 電視劇
- 怪人二十面相（日语：怪人二十面相 (1977年のテレビドラマ)）
- 勝海舟（日语：勝海舟 (NHK大河ドラマ)）（永井的徒弟）
- 世界奇妙物语 2014年 春季特别篇「復仇醫院」（電台廣播的聲音）
- 默默奉獻的灰姑娘 第8集（2020年9月3日）－增田航平

### 電影
- 紅色眼鏡/The Red Spectacles（日语：紅い眼鏡/The Red Spectacles）（鳥部蒼一郎）

### 其它
- 世界上最想上的課（日语：世界一受けたい授業）（艾爾·高爾的日語配音）
- 賽馬場達人（日语：競馬場の達人）（嘉賓出演）
- 網路限定FLASH動畫 異域傳說 II to III a missing year ～U.M.N.被封印的真實碎片～（卯月仁）
- 聖鬥士星矢Ω 終極小宇宙 宣傳影片錄影帶
- 七龍珠改 賽亞人來襲（日语：ドラゴンボール改 サイヤ人来襲） 宣傳影片錄影帶
- 七龍珠 天下第一大冒險（日语：ドラゴンボール 天下一大冒険） 宣傳影片錄影帶
- 變形金剛Z 宣傳影片錄影帶（星際軍刀）
- NHK特集「被偷竊的最高機密 ～原爆、間諜戰的真相～」（馬克斯普朗克協會 迪特·奧夫曼博士）
- （橘照弘&北條氏照）
- 中居大師說（配音出演）
- 迪士尼電腦程式學習教材「藝術涼廊魔法學校」（安堂機器人校長[92]）

## 腳註

## 外部連結
- 青二Production公式官網的聲優簡介 （页面存档备份，存于） （日語）
- 田中秀幸 （页面存档备份，存于） （日語）－日本電影資料庫
- 田中秀幸 （页面存档备份，存于） （日語）－allcinema（日语：allcinema）
- 田中秀幸 （页面存档备份，存于） （日語）－KINENOTE
- Hideyuki Tanaka （页面存档备份，存于） （英文）－網路電影資料庫
- 田中秀幸  Movie Walker （页面存档备份，存于） （日語）